# Новодюмеево
Новодюмеево (баш. Яңы Дөмәй) — упразднённая в 2005 году деревня в Чекмагушевском районе Республики Башкортостан Российской Федерации. Входила на год упразднения в состав Тайняшевского сельсовета. Жили башкиры (1959, 1972).

## География
Располагалась на р. Ханбак (бассейн р. База), в 25 км к северо-западу от райцентра и 84 км к северу от ж.‑д. ст. Буздяк.

### Географическое положение
Расстояние (по данным на 1 июля 1972 года) до:
- районного центра (Чекмагуш): 25 км,
- центра сельсовета (Тайняшево): 2 км,
- ближайшей ж/д станции (Буздяк): 84 км.

## История
Основана в 1786 году на вотчинных землях башкир Кыр-Еланской волости Казанской дороги как выселок жителями д. Стародюмеево той же волости (ныне с. Дюмеево Илишевского района) .
Существовала до середины 1980-х гг..
Исключёна из учётных данных официально в 2005 году, согласно Закону Республики Башкортостан от 20 июля 2005 года № 211-з «О внесении изменений в административно-территориальное устройство Республики Башкортостан в связи с образованием, объединением, упразднением и изменением статуса населённых пунктов, переносом административных центров».

## Население
В 1795 в 15 дворах проживало 72 человек, в 1865 в 54 дворах — 289. В 1906—454 жителей, в 1920—466, в 1939—365, в 1959—160, в 1969—147.

## Инфраструктура
Жители занимались сельским хозяйством — скотоводством, земледелием, пчеловодством.
Были мечеть, училище, водяная мельница. В 1906 году отмечены мечеть, хлебозапасный магазин.